# Немирівський фаховий коледж будівництва, економіки та дизайну
Немирівський коледж будівництва, економіки та дизайну — навчальний заклад у місті Немирів Немирівського району Вінницької області України.

## Історія
Немирівський будівельний технікум був відкритий у селищі міського типу Немирів у 1945 році відповідно до четвертого п'ятирічного плану відновлення та розвитку народного господарства СРСР і з 1946 року розпочав підготовку будівельників.
Тільки за перші 25 років роботи, до 1970 року технікум підготував дві тисячі висококваліфікованих техніків-будівельників.
З 1945 до 1954 року технікум здійснював підготовку фахівців за двома спеціальностями: «Сільськогосподарське будівництво» та «Технологія будівельних матеріалів», з 1955 року розпочав підготовку за спеціальністю «Промислове та цивільне будівництво», з 1979 року - за спеціальністю «Сільськогосподарське та цивільне будівництво», з 1989 року - за спеціальністю «Будівництво та експлуатація будівель та споруд», з 1991 року - за спеціальністю «Обслуговування обладнання та систем газопостачання».
Після проголошення незалежності України технікум було передано у відання міністерства сільського господарства та продовольства України.
У березні 1995 року Верховна Рада України внесла технікум до переліку підприємств, установ та організацій, приватизація яких заборонена у зв'язку з їх загальнодержавним значенням.
У 2003 році технікум був включений до складу Вінницького національного аграрного університету як окремого структурного підрозділу, в 2009 році - реорганізований в «Немирівський коледж будівництва та архітектури».
Після створення у коледжі фінансово-економічного відділення, у 2018 році навчальний заклад було перейменовано на Немирівський коледж будівництва, економіки та дизайну.

## Сучасний стан
Коледж є вищим навчальним закладом І рівня акредитації, який здійснює підготовку молодших спеціалістів з п'яти спеціальностей.
У складі коледжу – навчальний корпус, бібліотека, два гуртожитки на 400 місць, клуб на 220 місць, спортзал та спортмайданчик.